# 삭령향교
삭령향교(朔寧鄕校) 또는 삭녕향교는 경기도 연천군 삭녕면 대사리(現 북한 강원도 철원군)에 있는 향교였다.

## 연혁
일제강점기 일제의 강요로 연천읍에 있던 향교가 마전향교 및 삭령향교에 편입되었다, 한국 전쟁으로 이 지역은 연천군 관내 향교 중에서 휴전선 이북에 남았다. 